# Incidente del BAe 146 di Aviastar Mandiri del 2009
L'incidente del British Aerospace 146 di Aviastar Mandiri è avvenuto il 9 aprile 2009, quando un BAe 146 precipitò sulla collina di Pikei durante un volo di riposizionamento dall'aeroporto di Sentani a quello di Wamena, entrambi nella provincia indonesiana di Papua. A causa della forza dell'impatto, l'aereo andò distrutto e tutti i 6 membri dell'equipaggio morirono. Il velivolo trasportava carta elettorale a Wamena e diversi altri beni, poiché nel mese si tenevano le elezioni parlamentari. I rottami vennero ritrovati sulla collina di Pikei, sul monte Tengah, a Tangma, nel distretto di Yahukimo.
L'incidente è stato il primo con vittime per Aviastar ed è stato il secondo incidente aereo in Indonesia nel giro di una settimana, dopo che il 6 aprile un Fokker 27 dell'aeronautica indonesiana si era schiantato contro un hangar a Bandung, uccidendo tutte le 24 persone a bordo.
Il rapporto finale del Comitato nazionale per la sicurezza dei trasporti (NTSC) concluse che l'incidente era stato causato da un volo controllato contro il suolo (Controlled Flight Into Terrain, CFIT) dovuto a un errore del pilota. Il comandante ignorò l'avviso di prossimità al suolo, dopo che il primo ufficiale lo aveva avvertito più volte, perché si era preoccupato di come stava gestendo l'aereo.

## L'aereo
L'aeromobile coinvolto nell'incidente era un BAe 146 Serie 300. Era stato prodotto nel 1990 e consegnato al Thai Airways International come HS-TBO con il nome di Lahan Sai. Successivamente passò a Jersey European Airways nel 1998 come G-JEBC, a British European nel giugno 2000, a Flybe dopo la fusione nel 2002 e infine nel 2007 venne acquistato da Aviastar e registrato PK-BRD. Al momento dell'incidente, l'aereo aveva accumulato 22 200 ore di volo e aveva una licenza di aeronavigabilità rilasciata nel gennaio 2009. Originariamente costruito come aereo passeggeri, Aviastar modificò l'aereo in una configurazione combinata passeggeri e cargo nel settembre 2008.
L'aereo era in configurazione 42 passeggeri e cargo. Tuttavia, la tabella dei pesi utilizzata per il volo dell'incidente si riferiva all'aeromobile in configurazione 110 passeggeri. Si trattava quindi della tabella errata.

## L'equipaggio
Poiché l'aereo stava effettuando un volo di riposizionamento, non c'erano passeggeri; a bordo c'erano sei membri dell'equipaggio, tutti indonesiani. Il comandante era Sigit Triwahyono, 56 anni, con un'esperienza di volo totale di oltre 8 300 ore, di cui 1 000 sul BAe 146. Il primo ufficiale era Lukman Yusuf, 49 anni, con un'esperienza di volo totale di oltre 12 400 ore, di cui 200 sul BAe146.

## L'incidente
Il BAe 146-300, immatricolato PK-BRD, era operato da Aviastar su un volo di riposizionamento dall'aeroporto di Sentani, Jayapura, all'aeroporto di Wamena, Wamena. L'equipaggio era composto da due piloti, il comandante Sigit Triwahyono era il pilota responsabile, insieme al primo ufficiale Lukman Yusuf. A bordo c'erano anche due assistenti di volo, un ingegnere di volo e un responsabile del carico.
Il volo veniva effettuato secondo le regole del volo strumentale (IFR) da Sentani e con discesa, avvicinamento e atterraggio a vista a Wamena, poiché non esisteva una procedura di avvicinamento strumentale. Sulla pista di avvicinamento finale alla pista 15 di Wamena c'era una nuvola bassa. L'aeromobile venne osservato mentre effettuava un go-around a bassa quota sopra la pista: salì poi a bassa quota lungo la linea centrale estesa verso sud-est, prima di effettuare una virata a destra sul tratto di circuito sottovento. Mentre iniziava il suo secondo avvicinamento all'aeroporto di Wamena, colpì una collina alle 07:43 ora locale (10:43 UTC). Tutti morirono sul colpo.

## Le indagini
L'inchiesta venne condotta dal Comitato nazionale per la sicurezza dei trasporti. Al momento dell'incidente, le condizioni meteorologiche a Wamena erano calme, con una leggera foschia e nubi spezzate che circondavano l'area. La visibilità era di 8 km. Le condizioni meteorologiche non furono un fattore determinante per l'incidente. Gli investigatori recuperarono sia il Flight Data Recorder che il Cockpit Voice Recorder. Entrambi contenevano dati di buona qualità. Sulla base dell'analisi dei registratori di volo, gli investigatori ricostruirono l'ordine cronologico come segue.
Al primo tentativo di atterraggio, la pista di Wamena era oscurata da nuvole basse. Sapendo di non poter pilotare l'aereo sulla traiettoria di volo stabilita per l'avvicinamento, l'equipaggio abbandonò l'avvicinamento e iniziò una riattaccata a destra a bassa altezza, circa 150 piedi (46 m). Mentre si trovava sul circuito destro in discesa, vennero emessi alcuni avvisi dal sistema EGPWS (enhanced ground proximity warning system), otto dei quali erano "Don't sink" (non abbassare), due "Too low terrain" (troppo basso, terreno), due "Bank Angle" (angolo di inclinazione) e uno "Terrain Terrain" (terreno). L'equipaggio non rispose a nessuno di questi avvisi. Il primo ufficiale Lukman si preoccupò molto della gestione dell'aereo da parte del comandante. In seguito gli disse "stia attento, signore".
L'aereo aumentò quindi l'angolo di inclinazione verso destra. Il primo ufficiale Lukman divenne molto ansioso, dicendo: "Signore, signore, signore, sinistra, sinistra". Poco dopo, il comandante Sigit inclinò l'aereo a sinistra. L'allarme "Don't sink" suonò per la seconda volta. L'angolo di inclinazione a sinistra divenne estremo, superando i 40°. L'aeromobile assunse anche un assetto di beccheggio di 10 gradi verso il basso. Il primo ufficiale Lukman avvertì il comandante Sigit di "non abbassare". Ripetendo le parole "Don't sink", il primo ufficiale Lukman stava avvertendo il comandante di rispettare l'avviso vocale dell'EGPWS "Don't sink, Don't sink". Il comandante rispose immediatamente "ya, ya".
Tre secondi dopo, Lukman ordinò con urgenza "virata a sinistra". L'allarme vocale dell'EGPWS suonò quindi: "Troppo basso, terreno", "angolo di inclinazione, angolo di inclinazione", "terreno - terreno". Allo stesso tempo, il primo ufficiale disse a Sigit "signore! signore! signore!". Il velivolo impattò con il suolo. 
L'NTSC rilevò che non c'era stata una buona gestione delle risorse dell'equipaggio durante il volo. Nessuno dei due piloti era stato sufficientemente addestrato a gestire l'aeromobile quando rae suonato l'allarme EGPWS. Il Manuale delle Operazioni della Compagnia (COM) specificava che il briefing dell'equipaggio doveva essere aggiornato se le circostanze mutevoli lo richiedevano. Il comandante Sigit aggiornò il briefing quando era stato interrotto il primo avvicinamento ed era stato effettuato il go-around. L'inosservanza da parte sua riguardo agli allarmi EGPWS che suonavano durante la manovra dell'aeromobile non era conforme alle istruzioni per la risposta dell'equipaggio agli allarmi e alle avvertenze EGPWS, pubblicate nel COM. Questo, insieme alla mancanza di addestramento dell'equipaggio di volo in materia di EGPWS, significava che non erano stati adeguatamente preparati a rispondere in modo tempestivo e appropriato agli allarmi e agli avvertimenti forniti dall'EGPWS. Se il comandante avesse risposto in modo appropriato agli avvisi dell'EGPWS, è improbabile che si sarebbe verificato l'incidente.
Nessuno dei due membri dell'equipaggio di volo si era attenuto alle istruzioni sulle responsabilità dell'equipaggio di volo durante un avvicinamento a vista, come pubblicato nel COM. Ciò comportò l'impossibilità di garantire la sicurezza del volo a basso livello, manovrando l'aeromobile in prossimità del terreno in condizioni di visibilità ridotta. Se avessero pianificato con maggiore attenzione il secondo avvicinamento e collaborato strettamente tra loro, avrebbero potuto ottenere un avvicinamento e un atterraggio sicuri. La loro inosservanza delle procedure pubblicate aggirò i criteri di sicurezza e i trattamenti del rischio incorporati nello studio di tali procedure.